# Lithobius easoni
Lithobius easoni är en mångfotingart som beskrevs av Matic 1969. Lithobius easoni ingår i släktet Lithobius och familjen stenkrypare.
Artens utbredningsområde är Iran. Inga underarter finns listade i Catalogue of Life.